# Benamaurel
Benamaurel és un municipi situat en la part central de la Comarca de Baza (província de Granada). Situat en el centre de la Foia de Baza, es troba envoltat pels parcs naturals de Sierra de Baza i Sierra de Castril, a més de pel Cerro Tornapunta i l'embassament del Negratín.

## Nuclis de població
| Unitat poblacional                                                                                  | Hab.                       |
| --------------------------------------------------------------------------------------------------- | -------------------------- |
| Benamaurel Cuevas de la Blanca Cuevas de Luna Cuevas del Negro Huerta Real Puente Arriba San Marcos | 1.677 68 94 26 106 215 196 |

- Font: INE.

## Administració
| Període      | Nom de l'alcalde/-essa         | Partit polític      | Data de possessió |
| ------------ | ------------------------------ | ------------------- | ----------------- |
| 1979 - 1983  |                                |                     | 19/04/1979        |
| 1983 - 1987  |                                |                     | 28/05/1983        |
| 1987 - 1991  | María del Carmen Martínez Peña | PSOE                | 30/06/1987        |
| 1991 - 1995  | Roque Ruiz Quirante            | PSOE                | 15/06/1991        |
| 1995 - 1999  | Antonio Arredondo García       | AIBEN               | 17/06/1995        |
| 1999 - 2003  | Antonio Arredondo García       | Partido Andalucista | 03/07/1999        |
| 2003 - 2007  | José Sánchez González          | PSOE                | 14/06/2003        |
| 2007 - 2011  | José Sánchez González          | PSOE                | 16/06/2007        |
| 2011 - 2015  | n/d                            | n/d                 | 11/06/2011        |
| 2015 - 2019  | n/d                            | n/d                 | 13/06/2015        |
| 2019 - 2023  | n/d                            | n/d                 | 15/06/2019        |
| Des del 2023 | n/d                            | n/d                 | 17/06/2023        |

### Evolució demogràfica
| 1787 | 1842  | 1860  | 1877  | 1887  | 1897  | 1900  | 1910  | 1920  | 1930  | 1940  | 1950  | 1960  | 1970  | 1981  | 1991  | 2001  | 2005  |
| ---- | ----- | ----- | ----- | ----- | ----- | ----- | ----- | ----- | ----- | ----- | ----- | ----- | ----- | ----- | ----- | ----- | ----- |
| 827  | 1.426 | 1.949 | 2.402 | 2.362 | 3.008 | 3.394 | 3.505 | 3.699 | 4.406 | 4.585 | 5.009 | 4.402 | 3.558 | 2.809 | 2.496 | 2.383 | 2.323 |